# 外交文書

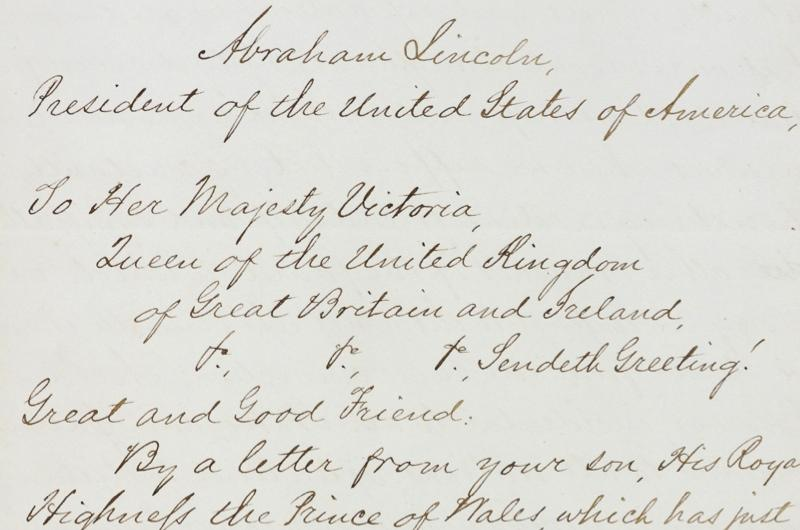
1862年、アルバート公の死去に際してエイブラハム・リンカーンがヴィクトリア女王に宛てた弔電には、「偉大で良き友人」
という共和主義的な頭語が記されている。

外交文書（がいこうぶんしょ、英：Diplomatic correspondence）とは、国家間で交わされる文書のこと。通例、なんらかの形式に則っており、構成、内容、体裁、伝達方法が、広く守られている習慣や様式に沿ったものとなっている。一般的に、書簡もしくはメモに分類される。

## 国書・親書
国書または親書（英：letters）とは、元首間で交わされる文書であり、通常、大使の任命や召還、君主の崩御や即位の発表、祝意や弔意の表明などに用いられる。
同格の君主同士の書簡は通常、「Sir My Brother（私の兄弟）（女性君主の場合は『Madame My Sister（私の姉妹）』）」という頭語で始まり、「Your Good Brother（私の良兄）（女性君主の場合は『Your Good Sister（私の良姉）』）」という結語で締めくくられる。一方の君主が他方の君主より格下である場合（例えば、ルクセンブルク大公が英国王と文通する場合）、格下の君主は「Sire（陛下）」（または「Madame（奥様）」）という頭語を用い、格上の君主は「Brother（兄弟）」の代わりに「Cousin（いとこ）」と呼ぶことができる。 差出人または受取人のいずれかが共和国の国家元首である場合、手紙は「My Great and Good Friend（私の偉大で良き友人）」という頭語で始まり、「Your Good Friend（私の良き友人）」という結語で終わることがあり、その場合、署名欄の下には、「To Our Great and Good Friend【受取人の肩書と名前】（我々の偉大で良き友人）」と記す。

### 信任状

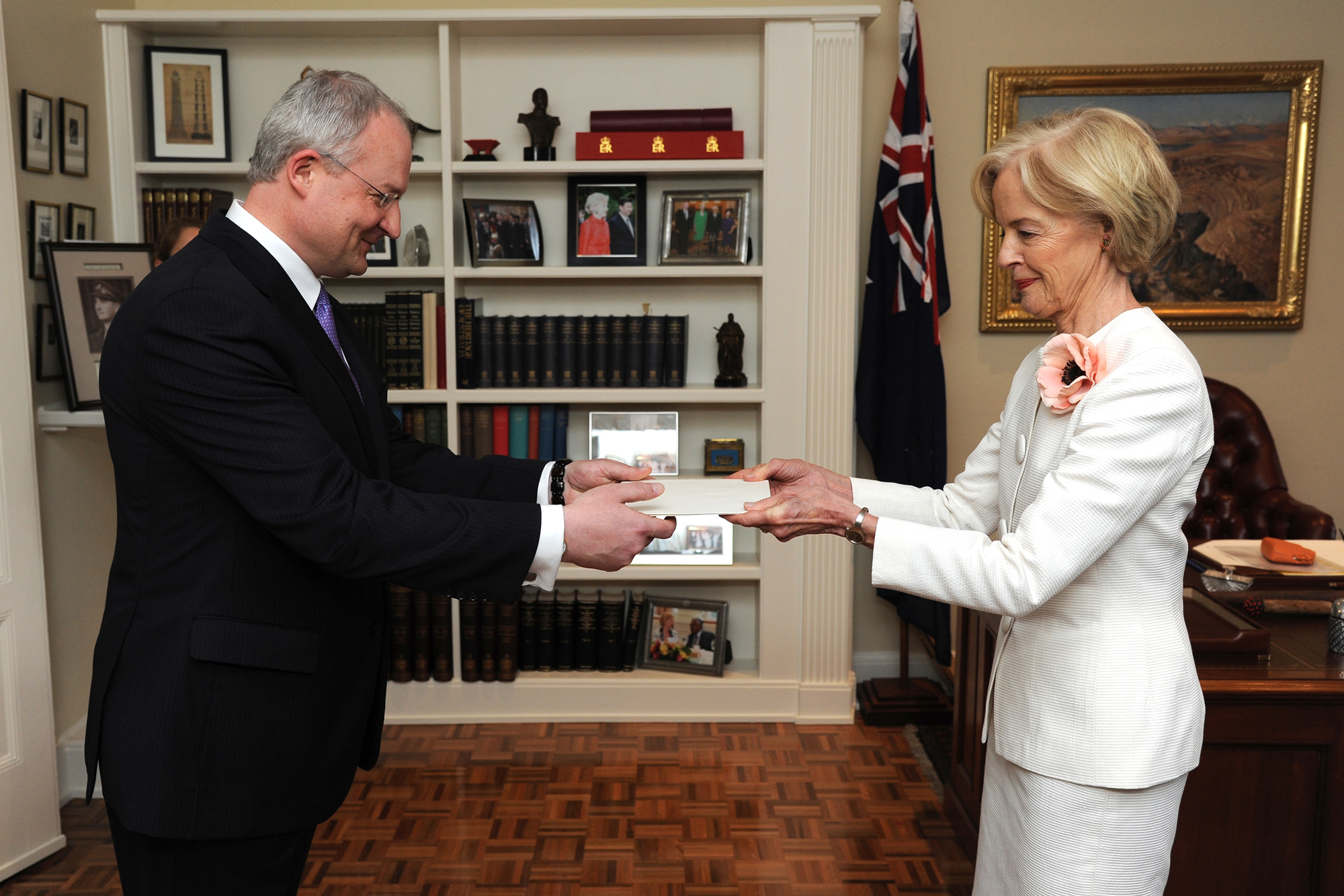
2013年、エストニアの駐オーストラリア大使アンドレス・ウンガが、信任状をクエンティン・ブライス総督に手渡す模様。

信任状（英：letter of credence、credentials、仏： lettres de créance）とは、元首が外国に駐在する大使を任命（「信任（英：accredits）」）する際の手段である。 信任状は、「asking that credit may be given to all that the ambassador may say in the name of his sovereign or government（大使が君主または政府の名で言上する際は、これに全幅の信頼を賜るように要請する）」という結語で締めくくられる。 信任状は、正式な儀式において、受領国の国家元首または総督に直接手渡される。 信任状を送るもしくは受理することは、相手国政府に対する国家の承認を意味するため、作成にあたっては、慎重に言葉を選ぶ。 信任状は、13世紀に始まった。

### 解任状
解任状（英：letters of recall）とは、国家元首が、相手国の元首に対して、自国の大使を解任することを通知する正式な書簡である。

### 全権委任状
外交使節が、通常の公使館ではカバーできないような広範な任務（特別な条約や協定の交渉、外交会議での代表など）を任される場合、「国家元首が署名した特許状」によって、必要に応じ、使節に一部または無制限の全権を与えることができる。

『Satow's Diplomatic Practice』によれば、全権委任の歴史はローマのプレナ・ポテスタスにまで遡る。その目的は、以下のように記されている。
以前は必要であった、高位の決定権者に問題を照会する時間を、最大限短縮することを可能にすることである。今日の全権委任は、交渉担当者の権限と地位に対する絶対的な信頼が必要であることを正式に認めるものとして使用されている。

## 書簡

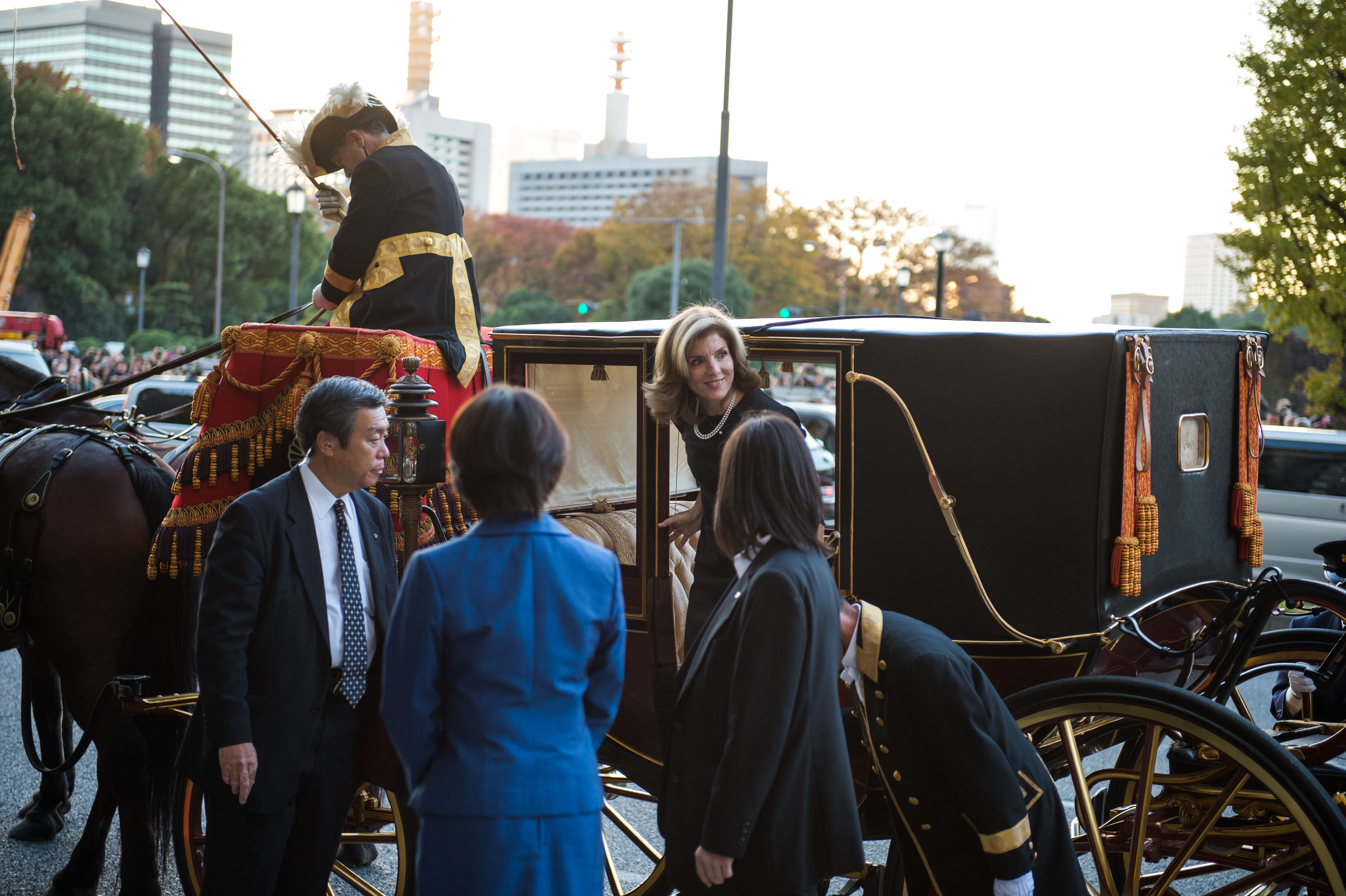
2013年、キャロライン・ケネディ駐日本米国大使が、天皇明仁への信任状捧呈の後、皇居を出発する模様。

### 口上書
口上書 (英：note of verbale、フランス語発音: [nɔt vɛʁ.bal]) とは、正式な書簡の一種であり、もともとは口頭で伝達された情報の正式な記録を意味することから名付けられた。書簡（抗議文（英：letter of protest）とも呼ばれる）よりは正式ではないが、覚書よりは正式なものである。 口上書は、三人称文書（英：third person note、TPN）とも呼ばれる。口上書は、三人称で書かれ、公式のレターヘッドに印刷された上で、エンボッサーもしくは、場合によってはシーリングスタンプで封印される。全ての口上書は、以下のような正式な頭語から始まる:
| 「 | 【発出者】 presents its compliments to 【受領者】, and has honour to 【口上書の目的】 （書簡を以て啓上いたします。【発出者】は【受領者】閣下に対し【口上書の目的】を通報する光栄を有します。） | 」 |

また、口上書は、以下のような正式な結語で締めくくられる:
| 「 | 【発出者】avails itself of this opportunity of assuring 【受信者】 of its highest consideration. （【発出者】は以上を申し進めるに際し、ここに重ねて【受領者】に向かつて敬意を表します。） | 」 |

イギリスの外務・英連邦・開発省から発出される口上書は、青色の紙に印刷される。

#### 例
ウクライナのロシアによるクリミアの併合への抗議:
The Ukrainian party categorically denies extension of sovereignty of the Russian Federation on Ukrainian territory, and reserves the right to exercise measures in accordance with international law and the laws of Ukraine.

（ウクライナ側は、ウクライナ領土におけるロシア連邦の主権拡張を断固として否定し、国際法およびウクライナの法律に従って措置を行使する権利を留保する。）

### 共同書簡

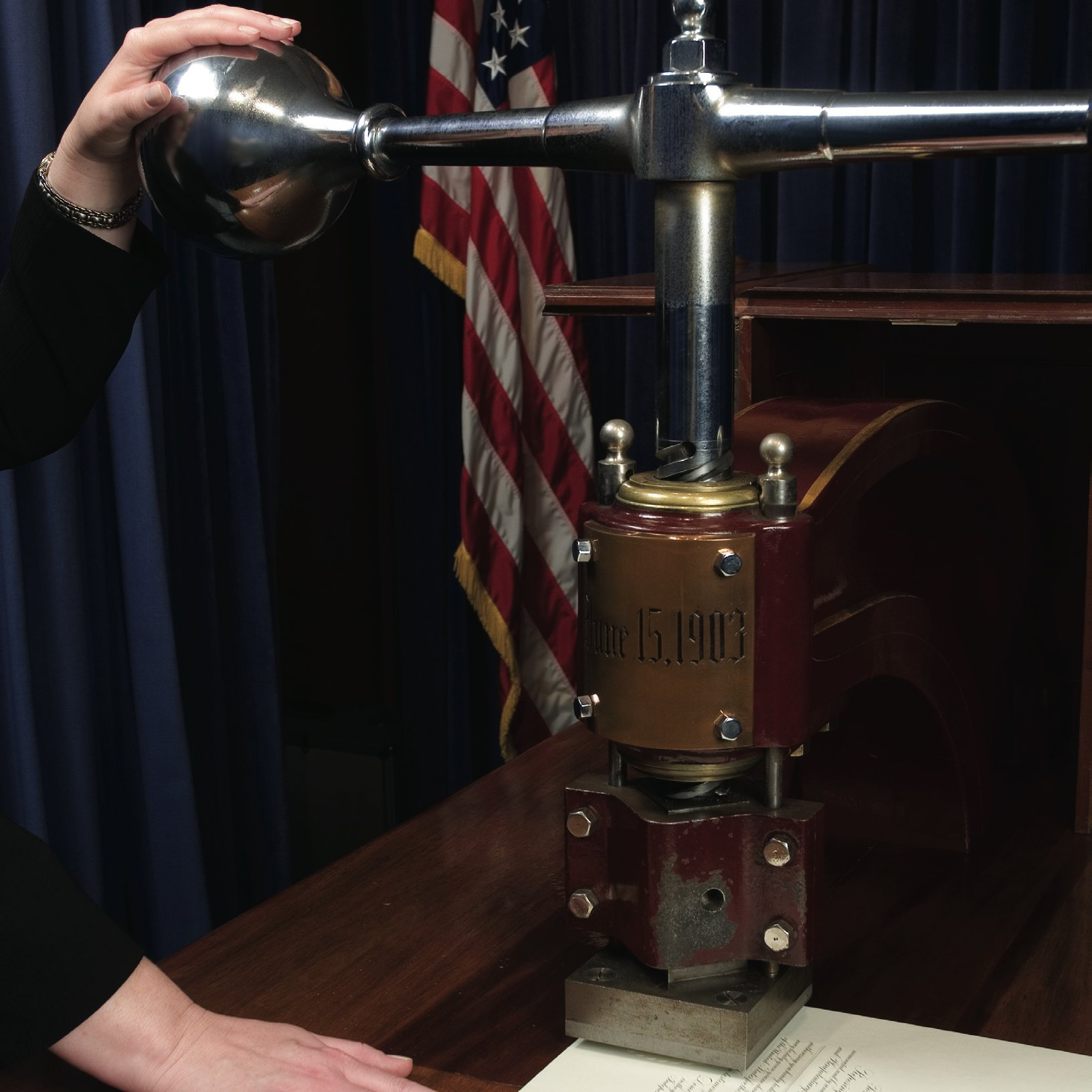
米国務省発出の正式な書簡は、この1903年製の活版印刷機を用いて、ウエハース紙にエンボス加工された米国国璽を使用して封印される。

共同書簡（英：collective note）とは、複数の国家から1つの受領国家へ届けられる書簡のことである。常に三人称で書かれる。複数の国家間で書簡の正確な文言について合意を得ることが難しいため、共同書簡は、外交通信の形式としてはほとんど用いられてきていない。

### 同文通牒
同文通牒（英：identic note）とは、単一の国家から複数の受取国へ送達される書簡のことである。例えば、トーマス・ジェファーソンがバーバリー海賊に対する行動に関して送った書簡や、1929年に米国が中国とソビエト連邦に送った書簡などがある。その中で米国は、東清鉄道をめぐる対立を平和的に解決するよう、両者に呼びかけた。

### トーキング・ペーパー
トーキング・ペーパー（仏：bout de papier）は、他国の官吏と会談する際、訪問側が会談終了時に、必要に応じて手渡す資料である。このペーパーは、事前に作成されており、会談における訪問側の発言の要点が簡潔にまとめられている。これは、訪問側が発言する際の記憶の補助の役割を果たすほか、訪問側の語弊によって会議の論点が曖昧になるのを防ぐものである。このペーパーは、その文書が後に開示された場合にもっともらしい否認が行えるよう、常にクレジットや帰属表示なしで提示される。

### ノンペーパーとエード・メモワール

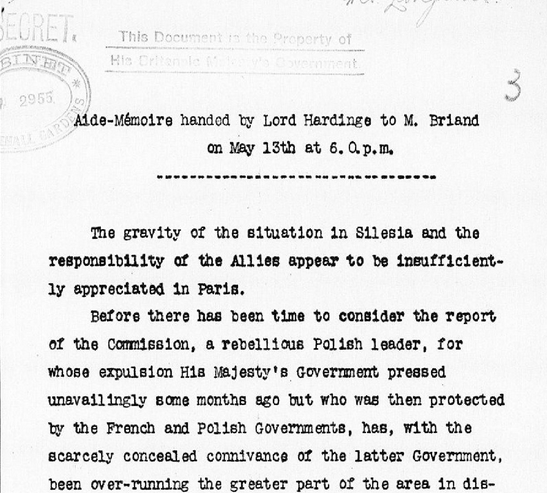
A British foreign office internal record of a 1921 aide-mémoire delivered to Aristide Briand.

ノンペーパー（仏：démarche）とは、正式でない文書であるトーキング・ペーパーよりも、更に形式ばらないと考えられている。公的には「外国の役人に対する要請またはとりなし」とされており、作成国の帰属表示なしに送られる要請文書である。そのため、直接手渡される。
エード・メモワール（仏：aide-mémoire）とは、ノンペーパーと同様、複数の国家間で非公式に回覧される合意案や交渉文書のことである。発出国は、その内容によって拘束されることはない。この文書には、出典、件名、帰属表示が明記されていない。 

## 外交儀礼

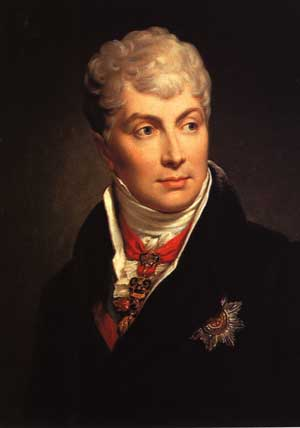
オーストリア外務大臣クレメンス・フォン・メッテルニヒは、もしイギリスが外交文書をフランス語ではなく英語で送ってきたら、ドイツ語でやりとりすると脅した。

標準的な外交儀礼は国によって異なるが、一般的には、両当事者間で明確かつ簡潔な翻訳が求められる。

### 言語
初期の外交文書は当然に、多様な言語を擁するヨーロッパの共通語であるラテン語で書かれていた。19世紀初頭には、フランス語が外交言語としてラテン語に取って代わるようになった。1817年、イギリスがオーストリア帝国宮廷と英語でのやり取りを試みたところ、クレメンス・フォン・メッテルニヒは、報復としてウィーン・ドイツ語でやり取りをすると脅した。現代では、共通語を持たない2国間のやり取りでは、フランス語に代わって英語が外交共通語として使われることがほとんどである。

### 拒絶
原本を送付国に返送することで、自国宛ての外交文書を拒否する場合がある。これは、書簡の内容に対する反撃として行われるもので、通常、受領国が送信国の使用する言葉遣いが無礼であると判断されたり、話題が受領国の内政への不適切な介入であると判断されたりした場合に限られる。

## 公開
外交文書は、国内への情報公開のほか、他の主権国家を非難する目的で、17世紀以降出版されているイギリス外交青書やドイツ外交白書などの白書、その他第一次世界大戦時の多くの書物などにおいて公開されてきた。